# Siremata lucasae
Espèce
Siremata lucasae est une espèce d'araignées mygalomorphes de la famille des Dipluridae.

## Distribution
Cette espèce est endémique d'Amazonas au Brésil,. Elle se rencontre vers Manaus.

## Description
Le mâle holotype mesure 3,67 mm et la femelle paratype 4,25 mm.

## Étymologie
Cette espèce est nommée en l'honneur de Sylvia Marlene Lucas.

## Publication originale
- Passanha & Brescovit, 2018 : On the Neotropical spider subfamily Masteriinae (Araneae, Dipluridae). Zootaxa, no 4463(1), p. 1-73.